# Отхайнрих
Отхайнрих (на немски: Ottheinrich von der Pfalz; * 10 април 1502, Амберг; † 12 февруари 1559, Хайделберг) от фамилията Вителсбахи, e пфалцграф на Пфалц-Нойбург от 1505 до 1559 г. и пфалцграф-курфюрст на Пфалц от 1556 до 1559 г.

## Произход и ранни години
Син е на Рупрехт от Пфалц (1481 – 1504) и Елизабет Баварска (1478 – 1504), дъщеря на херцог Георг Богатия (1455 – 1503) от Херцогство Бавария-Ландсхут. Неговият дядо по бащина линия е курфюрст Филип от Пфалц.
През 1518 г. Отхайнрих участва в Райхстага на Свещената Римска империя в Аугсбург. След смъртта на император Максимилиан той придружава своя чичо и надзорник пфалцграф Фридрих през 1519 г. до Испания, за да занесе съобщението от изборите на новоизбрания немски крал Карл V. След това той пътува в Кастилия, Арагон, Бургундия и Испанска Нидерландия.
След връщането му в Германия Отхайнрих предприема пътуване до Близкия изток в Светата Земя и си води дневник. На 5 юни 1521 г. той тръгва от Венеция и пристига по море на 10 юли 1521 г. в Яфа. Стои четири седмици в Палестина и на 15 юли 1521 г. тръгва със свитата си на поклонение в Светата Земя. Отхайнрих посещава светите места и в Гробната църква става „рицар на Светия гроб“. В Германия те се връщат на 16 декември 1521 г.

## Пфалцграф на Пфалц-Нойбург
На 2 юни 1522 г. Отхайнрих и брат му Филип са обявени на събрание в замък Бургленгенфелд в Нойбург на Дунав за големи. Отхайнрих поема след това заедно с брат си Филип управлението на образуваното през 1505 г. след Ландсхутската наследствена война княжество Пфалц-Нойбург (Млад Пфалц), което те си разделят през 1535 г. Той се нарича вече Отхайнрих фон Пфалц-Нойбург и преустройва следващите години замъка Нойбург за свой дворец-резиденция.
Отхайнрих участва във военни походи през 1523 и 1525 г. Той живее на широко и непрекъснато вземал нови кредити.
На 16 октомври 1529 г. в Нойбург на Дунав той се жени за принцеса Сузана Баварска (1502 – 1543), вдовицата на маркграф Казимир от Бранденбург-Кулмбах. Тя е дъщеря на херцог Албрехт IV от Бавария-Мюнхен и неговата съпруга ерцхерцогиня Кунигунда Австрийска. Те нямат деца.
На 24 декември 1536 г. Отхайнрих пристига в Краков при далечния му чичо Зигмунт I Стари, крал на Полша, за да си получи 32 000 гулдена с лихвите 200 000 гулдена, които дължи Кажимеж IV Ягелончик за сватбата на дъщеря му с Георг. Той получава сумата, но не с лихвите. Там поръчва акварели на посетените от него градове.
На 22 юни 1542 г. Отхайнрих, повлиян от теолога Андреас Осиандер, въвежда чрез закон протестантската вяра в своето княжество. Неговата завършена през 1543 г. дворцова капела в Нойбург се смята за първата строена църква за протестантския ритуал.
През 1544 г. Отхайнрих има задължения от над 1 милион гулдена. Над 600 ищци се явяват в дворец Нойбург. При съвещанията накрая Ландщендите поемат задълженията на Отхайнрих. Затова те поемат управлението и продават собствеността на Отхайнрих, за да му покрият задълженията. През септември 1546 г. Нойбург е завзет от императорска войска, понеже Отхайнрих е заподозрян в подкрепа на Шмалкалдския съюз във войната против императора. Отхайнрих е изгонен. Той отива при своя чичо в Хайделберг в изгнание. По-късно се мести във Вайнхайм в Кармелитския манастир. Там той си прави алхимическа лаборатория, за да произвежда злато и да намери камъка на знанието. Отхайнрих започва отново да събира книги за своята библиотека, която е загубил преди в Нойбург. През 1548 г. той мести библиотеката на манастир Лорш в Хайделбергския дворец. Той купува обратно скъпите си стенни килими, направени в Нойбург от 1539 до 1546 г. от Христиан дьо Рой.
След княжеското въстание през 1552 г. Отхайнрих може да се върне обратно в Нойбург.

## Курфюрст на Пфалц
След смъртта на неговия чичо курфюрст Фридрих II от Пфалц през 1556 г. Отхайнрих става курфюрст на Пфалц. Той е болен и тежи почти 200 кг.
През 1557 г. въвежда протестантството в Курпфалц. Той помага на науката. Неговата библиотека Bibliotheca Palatina е от най-значимите по това време. Той поръчва през 1530/1532 г. илюминацията и допълването на прочутата Отхайнрих-Библия. Отхайнрих строи на двореца Хайделберг.
Умира в третата година от курфюрството си на 56 години. Погребан е в църквата Св. Дух в Хайделберг.